# NHK手语新闻
NHK手语新闻（日语：NHK手話ニュース）是日本放送协会（NHK）制作的手語新聞节目，在NHK教育頻道（NHK Eテレ）播出。它的前身是1990年4月开播的《今天的新闻～给听觉障碍者》（日语：きょうのニュース〜聴覚障害者のみなさんへ），1996年4月改为现名。

## 摘要
NHK教育频道的第一个手语新闻节目是《今天的新闻～给听觉障碍者》（日语：きょうのニュース〜聴覚障害者のみなさんへ）。1994年4月，《午餐新闻～给听觉障碍者》（日语：お昼のニュース〜聴覚障害者のみなさんへ）开播。1996年4月，两个节目改为《NHK手语新闻》（日语：NHK手話ニュース）。1997年4月，在工作日晚间播放的《手语新闻845》（日语：手話ニュース845）开播。
2011年3月东日本大震灾（东北太平洋近海地震）后，第一次播放特别新闻。从那时起，当台风来临、下暴雨或地震、海啸注意警报发布时，将不时播放特别新闻。但与一般的电视新闻不同，即使在台风或大雨等异常天气下，广播时间也不会延长。

## 播放形式
手语播音员在屏幕上进行播报，当画面切至视频时则不会出现手语。为了照顾不擅长手语的观众，节目还使用了大号字体及附有假名的新闻标题。

## 播放时间
- 平日：13:00-13:05、20:45-21:00（以《NHK手语新闻845（日语：NHK手話ニュース845）》播出）[3]
- 周末：19:55-20:00
- 一周手语新闻（週間手話ニュース）：周六11:40-12:00，如直播高校棒球比赛则提前至11:54结束

## 播报员
自2019年4月1日起的播报员为：
- 星期一：
- 星期二：
- 星期三：
- 星期四：
- 星期五：
- 星期六：
- 星期日：
- 一周手语新闻：、，、（隔周）

## 主题音乐
- 2011年1月3日-现在：